# روب تورنر
روب تورنر (بالإنجليزية: Robert Turner)‏ هو لاعب كرة قدم أمريكية أمريكي، ولد في 20 أغسطس 1984 في أوستن في الولايات المتحدة.

## وصلات خارجية
- روب تورنر على موقع مرجع كرة القدم المحترفة.كوم (الإنجليزية)